# Zeluroides
Zeluroides es un género de la familia de las chinches asesinas (Reduviidae). Hay al menos dos especies descritas en para Zeluroides.
Se distribuyen en Norteamérica, restringiéndose al suroeste de los Estados Unidos y México.

## Características
Se trata de insectos que tienen un tamaño de entre 18 y 21 mm de largo. A su vez, de los tres géneros reduviinos que se encuentran en Norteamérica, este es el único cuyos tubérculos submedianos se encuentran reducidos en el lóbulo pronótico anterior.

## Especies
Estas dos especies pertenecen al género Zeluroides:
- Zeluroides americanus Lent y Wygodzinsky, 1948
- Zeluroides mexicanus Lent y Wygodzinsky, 1948

## Otras lecturas
- Lent, Herman; Wygodzinsky, Petr (1948). "On two new genera of American Reduviinae, with a key and notes on others (Reduviidae, Hemiptera)". Brazilian Journal of Biology. 8 (1): 43–55. ISBN 0034-7108.
- Péricart, J.; Golub, V. B. (1996). Aukema, Berend; Rieger, Christian (eds.). Catalogue of the Heteroptera of the Palaearctic Region, Vol. 2: Cimicomorpha I. The Netherlands Entomological Society. ISBN 978-90-71912-15-3.
- Schuh, Randall T.; Weirauch, Christiane; Wheeler, Ward C. (2009). "Phylogenetic relationships within the Cimicomorpha (Hemiptera: Heteroptera): a total-evidence analysis". Systematic Entomology. 34 (1): 15–48. doi doi:10.1111/j.1365-3113.2008.00436.x.

- Datos: Q10724437